# Прапор Березані

Прапор Березані

Прапор Березані — офіційний символ міста Березані затверджений 5 липня 2001 року рішенням № 255-20-XXIII XX сесії міської ради XXIII скликання.

## Опис
Прямокутне полотнище зі співвідношенням ширини до довжини 2:3, яке складається з трьох рівновеликих вертикальних смуг — білої, синьої та білої, на синьому тлі — біла підкова, увінчана білим лапчастим хрестом, із таким самим хрестом у середині, під ними — жовте серце.